# Secret (cântec)
"Secret" este un cântec scris de Madonna, Dallas Austin, Shep Pettibone și produsă de primii doi, inclus pe al șaselea album de studio al muzicienei, Bedtime Stories (1994), iar mai târziu pe compilațiile de hit-uri GHV2 (2001) și Celebration (2009). Compoziția s-a distanțat vizibil de compozițiile anterioare ale muzicienei, încorporând elemente ale muzicii R&B, populare în acea perioadă, în contrast cu  înregistrările pop-dance care o făcuseră cunoscută, mulți văzând asta ca o încercare de a rămâne în lumina reflectoarelor, după ce proiectul discografic anterior fusese primit cu răceală din partea publicului.
Criticii i-au oferit recenzii pozitive, considerându-l unul din cele mai bune cântece din anii 1990 ale Madonnei, fiind clasat pe locul 18 în Pazz & Jop Critics Poll din 1994, NME numindu-l o "nestemată ascunsă" în recenzia pentru GHV2. Comercial, s-a bucurat de asemenea de succes, atingând prima treaptă a clasamentului canadian si a celui elvețian, precum și poziții de top cinci în Australia, Franța, Italia, Japonia, Noua Zeelandă, Regatul Unit, Spania și Statele Unite; în Canada a devenit al doilea șlagăr consecutiv al muzicienei clasat pe primul lor (al 15-lea în total), în timp ce în Franța nu mai avusese un hit de top cinci din 1989.
Videoclipul filmat spre promovare a fost filmat pe peliculă alb-negru în Harlem, New York și o surprinde pe Madonna plimbându-se pe străzile orașului, cântând într-un bar și într-o relație interrasială cu un tânăr; aceste momente sunt întrepătrunse cu scene cu tineri pe străzi, travestiți aranjându-se și semne și ritualuri religioase, reprezentând renașterea. Acesta a fost de asemenea primit cu recenzii pozitive, criticii interpretându-l ca fiind o intenție a Madonnei de a se apropia de cultura afro-americană, de care e fascinată. În 2003, Slant Magazine l-a numit al 23-lea cel mai bun videoclip al tuturor timpurilor. Este disponibil comercial pe compilațiile The Video Collection 93:99 și Celebration: The Video Collection. În ciuda succesului, piesa a făcut parte doar din Drowned World Tour (2001); în noiembrie 2008, Madonna a interpretat-o o dată, ca cerere din partea publicului în timpul turneului Sticky & Sweet Tour.

## Informații despre melodie
Stilistic, "Secret" a marcat o schimbare semnificativǎ în soundul Madonnei. O reîntoarcere la rǎdǎcinile R&B, melodia a fost prima de la melodia Like a Prayer care a inclus chitǎri. Original, melodia a fost co-produsǎ de Shep Pettibone, care fusese producǎtorul albumului Erotica.
În Franta, "Secret" a devenit prima melodie a artistei, din 1989 care a ajuns în top 5.

### Premii și recunoașteri
| Anul | Ceremonia                        | Premiul                   | Rezultatul |
| ---- | -------------------------------- | ------------------------- | ---------- |
| 1994 | The 1994 Pazz & Jop Critics Poll | Singles                   | Locul 18   |
| 2003 | Slant Magazine                   | 100 Greatest Music Videos | Locul 24   |

## Videoclip

Madonna, în videoclipul acestei melodii.

Videoclipul, filmat alb-negru a fost regizat de fotografa Melodie McDaniel și a fost filmat pe 9 septembrie 1994, în New York. Clipul a fost interpretat de unii ca fiind o analogie spre rebotezare, cu scene incluzând consumul de droguri, un transexual, și în final rebotezarea și renașterea. Cu toate cǎ videoclipul include aceste teme potențial controversate, și a înfǎțișat-o pe Madonna ca o cântǎreațǎ din Harlem, care are o relație interrasialǎ, clipul a fost difuzat în heavy-rotation.
Un video remix oficial, editat de Dan-O-Rama este cunoscut sub numele "Secret (Dan-O-Rama Remix)" include remixul "Junior's Luscious Club Edit" de Junior Vasquez.
- Regizor: Melodie McDaniel
- Producǎtor: Tim Harbert
- Director of Photography: Pascal Lebègue
- Compania de producție: Palomar Pictures Inc.

## Recenzii
Alex Needham de la NME a apreciat cântecul în recenzia pentru compilația GHV2, considerându-l o "nestemată ascunsă", în timp ce Music-Critic, în recenzia pentru aceeași compilație, a criticat includerea ei în album.

## Certificate
| Țara   | Certificat |
| ------ | ---------- |
| Franța | Argint     |

## Topuri
| Top                                             | Poziție |
| ----------------------------------------------- | ------- |
| Finlanda                                        | 1       |
| Canada                                          | 1       |
| Brazilia                                        | 2       |
| Austria                                         | 11      |
| Africa de Sud                                   | 2       |
| Elveția                                         | 1       |
| Suedia                                          | 12      |
| Franța                                          | 2       |
| Japonia                                         | 2       |
| Italia                                          | 3       |
| Spania                                          | 4       |
| Australia                                       | 5       |
| Marea Britanie                                  | 5       |
| US Billboard Hot 100                            | 3       |
| US Billboard Adult Contemporary                 | 2       |
| US Billboard Hot Dance Music/Club Play          | 1       |
| US Billboard Hot Dance Music/Maxi-Singles Sales | 1       |
| US Billboard Rhythmic Top 40                    | 9       |
| US Billboard Top 40 Mainstream                  | 3       |

## Promovarea prin internet
Madonna a promovat melodia prin internet, ceva neobișnuit pentru acea perioadǎ, cu un sample de 30 d secunde din melodie, și imaginea albumului Bedtime Stories. În plus, a lǎsat și un mesaj:
"Bunǎ! Bun venit la varianta anilor '90 a intimitǎții. Mǎ puteți auzi...Chiar mǎ puteți vedea..Dar nu mǎ puteți atinge...Îmi recunoașteți vocea? E Madonna. Adesea imitatǎ, dar niciodatǎ duplicatǎ...Sau, ar trebui sǎ spun, adesea iritatǎ. Dacǎ ai chef, poți downloada noul meu single, "Secret", de pe noul meu album, Bedtime Stories, care v-a apǎrea luna viitoare. Tocmai am filmat clipul în New York. Intre timp, de ce nu mi-ai lǎsa un mesaj și spune-mi ce crezi despre noul meu single. Apropo, nu-i credeți pe niciunul din acei impostori online, care se dau drept persoana mea...nu este nimic ca originalul.Pace."